# Хайді фон Гунден
Хайді фон Гунден (англ. Heidi von Gunden) — музикознавець і доцент кафедри теорії композиції в Університеті Іллінойсу в Урбана-Шампейн. Вона написала книги про музику Бена Джонстона, Полін Оліверос, Лу Гаррісона та Вівіан Файн. Книги про музику Джонстона та Гаррісона є детальними дослідженнями про використання композиторами чистого строю, а книги про Оліверос та Файн містять аналіз їхньої музики та розглядають проблеми жінок-композиторів. Крім того, фон Гунден опублікувала кілька композицій та теоретичних й аналітичних праць у виданнях College Music Symposium, Neuland, Perspectives of New Music і International League of Women Composers Journal.
Книги фон Гунден:
- 1983 — The Music of Pauline Oliveros (видавництво Scarecrow)
- 1986 — The Music of Ben Johnston (Scarecrow)
- 1995 — The Music of Lou Harrison  (Scarecrow)
- 1998 — The Music of Vivian Fine (Scarecrow Press)